# Fontaine au mercure
Une fontaine au mercure est une fontaine de luxe dans laquelle l'eau est remplacée par du mercure, circulant en circuit fermé.
Ces fontaines diffèrent des fontaines de Mercure, fontaines fonctionnelles dédiées au dieu de la mythologie romaine, qu’on trouve dans des jardins de villas en France, en Italie et en Espagne à partir de la Renaissance.

## Histoire
Autour de l’an Mille, les califes de Cordoue, du Caire et de Bagdad avaient dans leurs palais des bassins de mercure, apportant des effets de lumière. Ce métal dense circulait facilement dans les bassins et fontaines.
Cependant, la toxicité du mercure étant connue, les fontaines ont été peu utilisées pour préserver la santé des citadins.

## Fontaine d'Alexander Calder
En 1937, à la demande du gouvernement républicain espagnol en vue de l’Exposition universelle de 1937 à Paris, le sculpteur américain Alexander Calder crée une fontaine au mercure,. Il veut ainsi rendre hommage aux mineurs des mines de mercure de la ville d’Almadén, qui avaient résisté au franquisme lors du siège de la ville.
La fontaine est exposée dans le hall du pavillon de la République espagnole, à côté de Guernica de Picasso. Calder est le seul artiste étranger invité (Picasso et Joan Miró, aussi exposés, étant espagnols).
Depuis 1975, la fontaine est conservée à la fondation Joan-Miró à Barcelone, exposée derrière une vitre pour contenir les vapeurs de mercure.